# Аксамитаускене, Валерия Мечислововна
Валерия Мечислововна Аксамитаускене — советский хозяйственный и государственный деятель, лауреат Государственной премии СССР за выдающиеся достижения в труде.

## Биография
Родилась в 1945 году в Литовской ССР. Член КПСС.
В 1961—1991 — ткачиха Каунасского производственного шерстяного объединения «Дробе».
За большой личный вклад в дело увеличения выпуска и улучшения качества товаров народного потребления удостоена Государственной премии СССР за выдающиеся достижения в труде 1982 года.
Депутат Верховного Совета Литовской ССР 10-го созыва, Верховного Совета СССР 11-го созыва. Делегат XXVI съезда КПСС.
Жила в Литве.

## Награды
- Орден Знак Почета (12.05.1977)
- Орден Трудовой Славы II степени (02.07.1984)
- Орден Трудовой Славы III степени (21.04.1975)